# Hannah Dodd
Hannah Dodd (nascida em 27 de abril de 1992) é uma ginete paralímpica australiana. Também é jogadora de basquete em cadeira de rodas. Representou a Austrália nos Jogos Paralímpicos de Verão de 2012 em Londres. Após os Jogos de Londres, Dodd começou a praticar o basquete em cadeira de rodas e disputou, em 2015, o Mundial Feminino Sub-25 da mesma modalidade, realizado em Pequim, na República Popular da China, onde faturou a medalha de prata. Ela tem agenesia sacral e espinha bífida com distonia dos membros superiores e faltam quatro vértebras nas costas. Reside atualmente em Arcadia, Nova Gales do Sul.

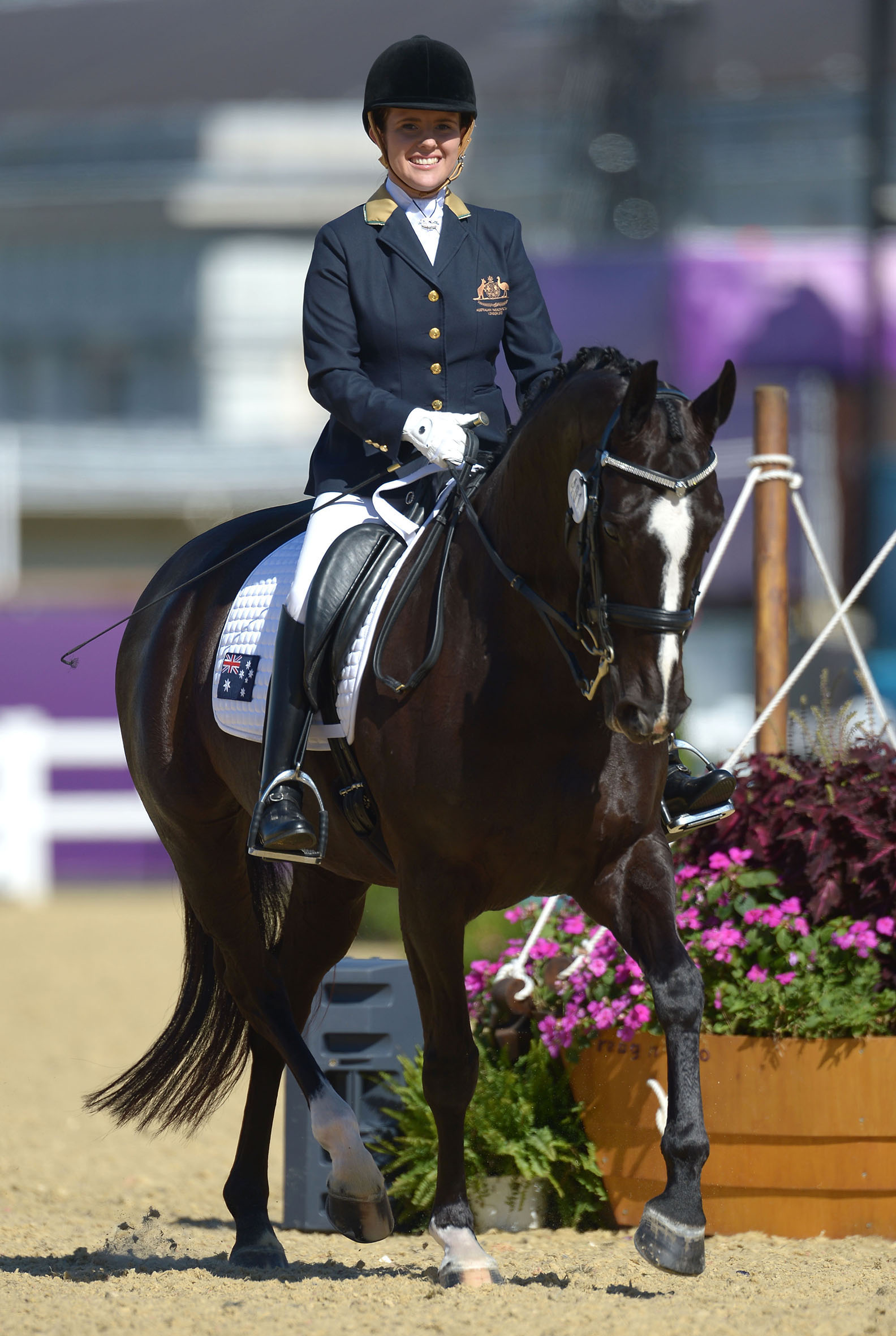
Hannah durante a Paralimpíada de Londres, em 2012.